# Malin Björk (vänsterpartist)
Malin Kristina Björk, född 22 maj 1972 i Tynnereds församling i Göteborg, är en svensk vänsterpartistisk politiker och före detta ledamot i EU-parlamentet. I EU-parlamentet tillhör hon vänsterpartigruppen The Left GUE/NGL. Hon var ledamot i utskottet för miljö, folkhälsa och livsmedelssäkerhet och ersättare i utskottet för medborgerliga fri- och rättigheter samt rättsliga och inrikes frågor. Hon var också vice ordförande i Europaparlamentets HBTQI-grupp och Vänsterpartiets talesperson i HBTQI-frågor.

## Biografi
Malin Björk är uppvuxen i Västra Frölunda i Göteborg och bor numera i Bryssel med sambo och två barn. Hon har studerat statsvetenskap och internationella relationer vid Göteborgs universitet. Hon har arbetat i cirka tio år för European Women's Lobby (EWL), en paraplyorganisation för kvinnorörelsen, i Bryssel. Under 2005–2008 var hon projektledare på EWL för ett nordiskt-baltiskt pilotprojekt som syftade till att bygga upp samarbetet i regionen kring prostitution och människohandel.
Björk lämnade EWL i början av 2009 för att börja som projektledare på European AntiPoverty Network, men rekryterades kort därefter till sekretariatet för Gruppen Europeiska enade vänstern/Nordisk grön vänster i Europaparlamentet (GUE/NGL) och har sedan 2009 arbetat som politisk tjänsteman i Bryssel, med ansvar att följa Europaparlamentets jämställdhetsutskott.
Hon valdes som ledamot i Europaparlamentsvalet i Sverige 2014. Hon är även Sveriges första öppet lesbiska kvinna i Europaparlamentet.
Malin Björk är feministisk aktivist och var med och startade och drev det feministiskt-lesbiska nätmagasinet Scumgrrrls och den webbaserade feministiska nyhetsbyrån Les Pénélopes.

## Insatser i EU-parlamentet
2014 valdes Malin Björk in som ledamot i Europaparlamentet för Vänsterpartiet. Hon är Sveriges första öppet lesbiska EU-parlamentariker.
2016 utsågs Malin Björk till EU-parlamentets huvudförhandlare för ett lagförslag om ett europeiskt kvotflyktingsystem. Hennes förslag, som bland annat innebär att EU ska ta emot över 200 000 kvotflyktingar per år, antogs i det ansvariga utskottet i oktober 2017.
Tillsammans med sin italienska kollega Eleonora Forenza i Jämställdhetsutskottet har hon också skrivit ett betänkande om bristen på jämställdhetsperspektiv i EU:s handelspolitik. Betänkandet antogs i utskottet för kvinnors rättigheter och jämställdhet och utskottet för internationell handel i januari 2018.
År 2014 grundande Björk tillsammans med andra parlamentariker ett partiöverskridande nätverk, All of us, som står upp för aborträtten och sexuell och reproduktiv hälsa och rättigheter (SRHR).
Malin Björk omvaldes till EU-parlamentet 2019. Under sommaren 2023 meddelade Björk att hon inte avsåg ställa upp till omval 2024.

### Webbkällor
- Dagens Nyheter 12 januari 2014, läst 10 februari 2014